# Laure Prouvost
Laure Prouvost (née en 1978) est une vidéaste et artiste contemporaine française vivant et travaillant à Bruxelles, en Belgique. Elle est connue pour ses installations immersives qui mêlent film, sculpture, tapisserie, performance et langage. Ses sujets de prédilection sont l'émancipation, la mondialisation, le féminisme et l'écologie.
En 2011, elle remporte le prix Max-Mara et, en 2013, le prix Turner. En 2019, elle a représenté la France à la Biennale de Venise avec l'œuvre multimédia "Deep See Blue Surrounding You/Vois Ce Bleu Profond Te Fondre".

## Biographie
Laure Prouvost est née à Croix, près de Lille,  Après son baccalauréat, elle décide d'étudier les arts plastiques et intègre une école d'art, l'institut Saint Luc de Tournai, en Belgique,.
En 1999, elle part à Londres où elle étudie au Central Saint Martins College of Art and Design (CSM). Elle devient l'assistante de l'artiste conceptuel John Latham (en), qui a lui-même enseigné à Saint Martins jusqu'en 1966, et poursuit ses études au Goldsmiths College,.
Après Londres, elle travaille un temps à Anvers avant de s'installer à Molenbeek.
Ses œuvres ont été exposées à l'Institute of Contemporary Arts et à la Tate Britain. En 2011, elle remporte le prix Max Mara, grâce auquel elle effectue une résidence à la British School at Rome et à la fondation Pistoletto de Biella,. Peu connue en France, elle expose en 2013 à la Biennale d'art contemporain de Lyon.
Son installation Wantee, présentée dans le cadre de l'exposition « Schwitters in Britain », est sélectionnée par le jury du prix Turner. Celui-ci est organisée par la Tate Britain et récompense chaque année un artiste contemporain de moins de cinquante ans, né ou travaillant au Royaume-Uni. À la surprise des critiques, il lui est décerné en décembre 2013,. En 2014, le New Museum of Contemporary Art de New York accueille l'exposition « Laure Prouvost: For Forgetting », présentant une œuvre inédite, qui mêle un collage mural, des sculptures, des installations vidéo et un film, intitulé How to Make Money Religiously.
En 2015, le musée départemental d'art contemporain de Rochechouart accueille sa première exposition monographique française, "On ira loin". Elle y présente notamment une création The Smoking Image où elle met en scène des adolescents de la région confrontés au désœuvrement, à l'âge des premiers désirs et au souhait d'indépendance. En 2018, une exposition monographique lui est consacrée au Palais de Tokyo.
En 2019, elle représente la France à la Biennale de Venise avec l'installation Vois ce bleu profond te fondre (Deep See Blue Surrounding You). Au centre d'un espace sculptural, liquide et tentaculaire, un film de fiction retrace le voyage d'un groupe de personnes à travers la France, en passant par Nanterre, Roubaix et le Palais idéal du facteur Cheval, pour aboutir au pavillon français de la Biennale de Venise. L'artiste illustre la quête sensorielle d'un ailleurs idéal, d'un monde globalisé et une réflexion sur qui nous sommes à travers des personnages aux profils diversifiés.
En 2021, Laure Prouvost crée Touching To Sea You Through Our Extremities, exposée sur la plage de La Panne, en Belgique, lors de la triennale Beaufort.
En 2023, elle est sélectionnée, avec Anne-Mie Van Kerckhoven et Tarek Lakhrissi, pour recouvrir d'une de ses œuvres, la façade du futur Musée Kanal à Bruxelles, pendant les travaux de rénovation.

## Œuvres
- 2007 : Owt, installation, vidéo
- 2010 : I need to take care of my conceptual Grand dad, installation, vidéo
- 2010 : The Artist, installation, vidéo
- 2010 : It Heat Hit, installation, vidéo
- 2011 : The Wanderer, installation, vidéo
- 2012 : Why does Gregor never rings, installation, vidéo
- 2013 : Farfromwords: car mirrors eat raspberries when swimming through the sun, to swallow sweet mells, installation vidéo en deux parties
- 2013 : Wantee, installation, vidéo
- 2014 : Visitor center, installation, vidéo
- 2015 : The smoking image, installation, vidéo
- 2016 : We Would be floating away from the dirty past, installation, vidéo
- 2016 : Lick in the Past, installation,vidéo
- 2017 : Dit Learn, installation, vidéo
- 2020 : Re-dit-en-un-in-learning, installation, vidéo
- 2021 : Touching To Sea You Through Our Extremities, La Panne (Belgique), Triennale Beaufort (Beaufort21).
- 2022 : Every Sunday, Grand Ma, installation, vidéo
- 2022 : Four For See Beauties, installation, vidéo
- 2023 : We Belong, la façade de KANAL-Centre Pompidou, Bruxelles, Belgique
- 2023 : No More Front Tears, vidéo et lettres boîtiers, installation vidéo présentée à Art Basel Parcours (2023), et à la Biennale de Malte (2024).
- 2023 : Shadow Does, installation, vidéo
- 2023 : You, My, Emma, Mama, installation, vidéo

## Expositions
- 2012 : The Hepworth Wakefield, Wakefield, Royaume-Uni
- 2013 : Laure Prouvost / Adam Chodzko as part of Schwitters in Britain, Tate Britain, Londres, Royaume-Uni
- 2014 : Laboratorio Arte Alameda, Ville de Mexico, Mexique
- 2014 : Laure Prouvost: For Forgetting, New Museum of Contemporary Art, New York, États-Unis
- 2015 : Haus Der Kunst, Munich, Allemagne
- 2015 : On ira loin, musée de Rochechouart, France
- 2016 : Red Brick Art Museum, Pékin, Chine
- 2016: Dropped here and then, to live, leave it all behind, Le Consortium, Dijon, France
- 2016 : Museum für Moderne Kunst Frankfurt Am Main, Francfort, Allemagne
- 2016 : Kunstmuseum Luzern, Suisse
- 2017 : SALT Galata, Istanbul, Turquie
- 2018 : BASS Museum, Miami, Floride, États-Unis
- 2018 : Ring, Sing and Drink for Trespassing, Palais de Tokyo, Paris
- 2019 : Laure Prouvost-Am-Big-You-Us Legsicon, MUHKA, Anvers
- 2020 : Included in NIRIN, the 22nd Biennale of Sydney
- 2020 : Re-dit-en-un-in-learning CENTER at Lisson Gallery London
- 2020-2021 : Deep See Blue Surrounding You / Vois ce bleu profond te fondre, LAM, Villeneuve d'Ascq
- 2021 : Galerie Obadia, Bruxelles, Belgique
- 2021 : Our elastic arm hold in tight through the claouds, Kunsthal Charlottenborg, Copenhague, Danemark
- 2022 : Deep Travel Ink, Atelier Hermès, Séoul, Corée du Sud
- 2022 : Laure Prouvost: Theatergarden and A Be(a)stiary of the Anthropocene, Longlati Foundation, Shanghai, Chine
- 2023 : Above Front Tears Oui Float, at the Nasjonalmuseet, Oslo, Norvège
- 2023 : Ohmmm age Oma je ohomma mama, Kunsthalle Wien, Vienne, Autriche
- 2023 : Oma-je, Remai Modern, Saskatoon, Canada
- 2024 : Above Front Tears Nest in South, Moody Center for the Arts, Houston, États-Unis
- 2024 : Darker, Lighter, Puffy, Flat, exposition de groupe, Kunsthalle Wien, Vienne, Autriche
- 2024 : In the Mist of It All, Above Front Tears, Musée De Pont, Tilbourg, Les Pays-Bas
- 2024 : Oui Move in You, Australian Centre for Contemporary Art ACCA, Melbourne, Australie
- 2024 : Deep Travel Ink., Travel Agency, Fosun Foundation, Chengdu, Chine
- 2024 : Pulled Towards You, Lisson Gallery, Shanghai, Chine
- 2025 :  Mère We Sea, Marseille, France[19]

### Expositions personnelles
- 2017 : Looking at you looking at us, Galerie Nathalie Obadia, Paris, France[20]
- 2019 : Deep See Blue Surrounding You / Vois Ce Bleu Profond Te Fondre, pavillon français de la 58e Biennale de Venise[21]
- 2024 : Nest in you, Galerie Nathalie Obadia, Paris, France[22]

## Œuvres Permanentes
- 2021 : Touching To Sea You Through Our Extremities, Beaufort21, Beaufort Biennale, De Panne, Belgique
- 2021 : In Your Own Time, tingalong, tingalong, Who's Been Here Since I've Been Gone?, Endless Express, Festival Europalia, Gare de Bruxelles-Sud, Bruxelles, Belgique
- 2023: Oui Will Become One Another, Triennale Art & Industrie, Dunkerque, France

## Distinctions
- 2011 : Prix Max Mara[23]
- 2013 : Prix Turner[23]

## Décoration
- Chevalier de l'ordre national du Mérite[24] (2016)
- Officier de l'ordre des Arts et des Lettres[25] (2019)